# 奥特曼格斗进化0
《奥特曼格斗进化0》（日語： 英語：）是一部基于日本的超级英雄作品奥特曼的格斗类游戏。